# Lagenocarpus tenuifolius
Lagenocarpus tenuifolius är en halvgräsart som först beskrevs av Johann Otto Boeckeler, och fick sitt nu gällande namn av Carl Ernst Otto Kuntze. Lagenocarpus tenuifolius ingår i släktet Lagenocarpus och familjen halvgräs. Inga underarter finns listade i Catalogue of Life.